# Ljusgrått lövfly
Ljusgrått lövfly, Caradrina montana, är en fjärilsart som beskrevs av Otto Vasilievich Bremer 1864/(1861). Ljusgrått lövfly ingår i släktet Caradrina och familjen nattflyn, Noctuidae.  Arten är reproducerande i både Sverige och Finland. Den finska populationen är bedömd som nära hotad, NT, medan den svenska populationen är bedömd som Livskraftig, LC. Artens livsmiljö är torra och karga åsmoar. Tre underarter finns listade i Catalogue of Life, Caradrina montana menetriesii Kretschmar, 1863, Caradrina montana rougemonti Spuler, 1908 och Caradrina montana wiegerti Hacker, 1992.

## Bildgalleri

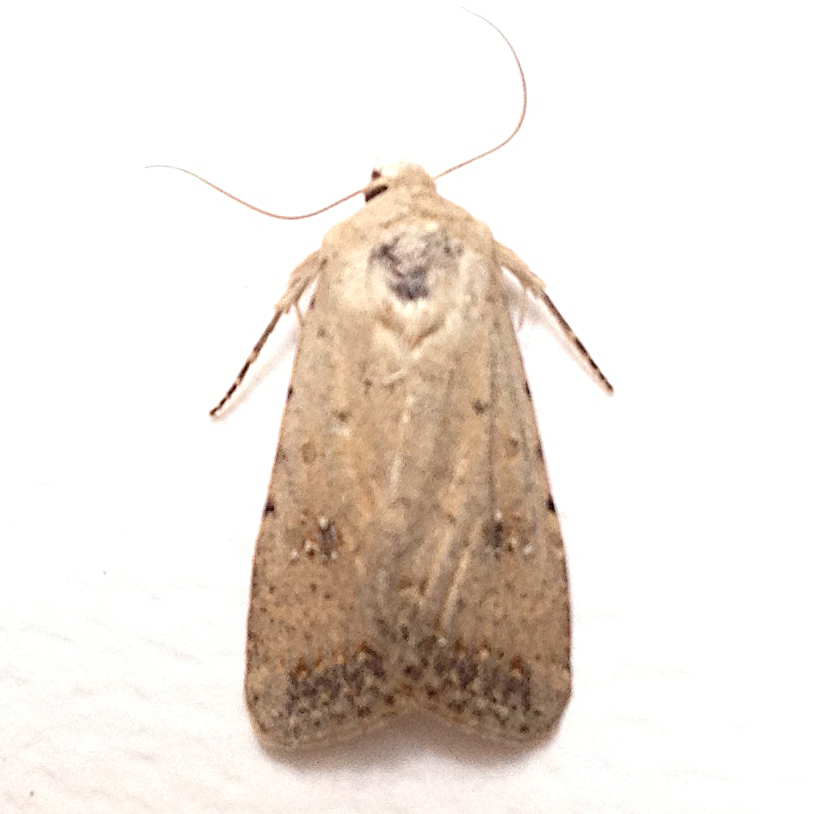
Imago fjäril
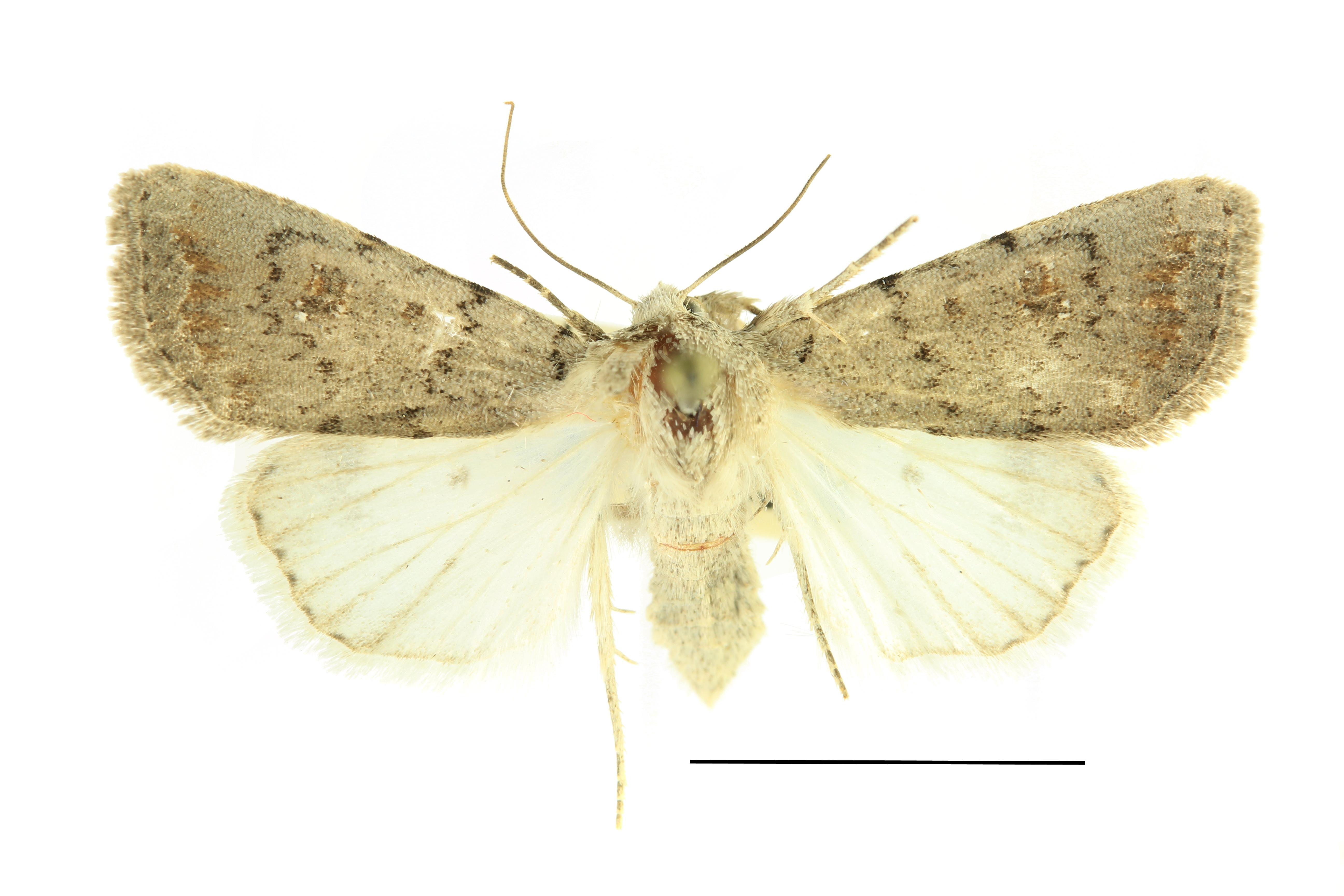
Preparerad (uppnålad) imago fjäril